# Half a House
Half a House é um filme norte-americano de 1975, do gênero comédia, dirigido por Brice Mack e estrelado por Anthony Eisley e Pat Delaney.

## Sinopse
Um casal de meia idade, divorciado, é obrigado a viver durante três meses debaixo do mesmo teto, que pertence a ambos. Eles procuram usar exatamente a metade da casa cada um, o que leva a situações ora engraçadas, ora dramáticas. No final, eles fazem as pazes.

## Premiações
| Patrocinador                                  | Prêmio | Categoria              | Situação |
| --------------------------------------------- | ------ | ---------------------- | -------- |
| Academia de Artes e Ciências Cinematográficas | Oscar  | Melhor Canção Original | Indicado |

## Elenco
| Ator/Atriz          | Personagem   |
| ------------------- | ------------ |
| Anthony Eisley      | Jordan Blake |
| Pat Delaney         | Bitsy Blake  |
| Francine York       | Jessica      |
| Kaz Garas           | Artie        |
| Mary Grace Canfield | Thelma       |
| Angus Duncan        | Craig        |
| Helen Lang          | Modelo       |